# Mihail Sebastian
Mihail Sebastian, eredeti nevén Iosif Hechter (Brăila, 1907. október 18. – Bukarest, 1945. május 29.) zsidó származású román író, drámaíró.

## Életpályája
Jogot és filozófiát tanult Bukarestben, majd Párizsban sikertelen kísérletet tett a jogi doktorátus megszerzésére. 1927-től irodalmi tanulmányai, illetve Francis Jammes- és Marcel Proust-tanulmányai jelentek meg. Egy neves ügyvédi irodában dolgozott. Nae Ionescu meghívására a Cuvântul folyóirat munkatársa lett, ahol barátságot kötött Mircea Eliadéval.
1930 és 1932 között Párizsban élt. Az irodalomban 1932-ben jelent meg egy rövid kötettel, Fragmente dintr-un carnet găsit (Részlet egy talált jegyzetfüzetből), majd ugyanebben az évben kiadták egy regényét is Femei (Nők) címmel. Regényei – Orașul cu salcâmi (Akácok városa), 1935) és Accidentul (=Baleset, magyar fordítása Menedék címen, 1940) Marcel Proust és Gustave Flaubert hatását mutatják. 1934-ben megjelent De două mii de ani (Kétezer éve) című regénye arról szól, hogy mit jelent zsidónak lenni Romániában. A könyv nem kívánt módon lett híres, a Nae Ionescu által írt előszó következtében. Ionescu szövege az antiszemitizmust teológiai szempontból próbálta megalapozni, arra a végkövetkeztetésre jutva, hogy a zsidóknak éppen zsidó mivoltuk miatt semmi esélyük sincs a megváltásra. Nem sokkal ezután Sebastian megjelentette a sajtóban már megjelent cikkeit Cum am devenit huligan (Hogyan lettem huligán) címmel. A könyvben ugyanazt a modern módszert használja, mint André Gide a Pénzhamisítók című regényében.
A zsidóellenes intézkedések következtében eltiltották az újságírástól és visszavonták a védőügyvédi engedélyét. Ekkor kezdett drámaírással foglalkozni; a Steaua fără nume (Névtelen csillag) című darabját Victor Mincu álnéven írta. Ez a darab, illetve a Jocul de-a vacanța (=Vakációsdi; magyarul Játék a boldogsággal címen jelent meg) és az Ultima oră (=Utolsó óra; magyar megjelenés Lapzárta címen) a román drámairodalom jelentős szereplőjévé avatták. Az Insula (Sziget) című színdarab befejezetlenül maradt.
1945-ben, kevéssel a háború vége után, alkotóerejének teljében egy teherautó ütötte el.
Névtelen csillag című darabját 1965-ben Henri Colpi francia rendező filmesítette meg Mona, l'étoile sans nom címmel, Marina Vlady főszereplésével.
1996-ban jelent meg naplója az 1935–1944 időszakból. A kézirat eredetijét öccse diplomáciai postával kicsempészte az országból, jelenleg a jeruzsálemi egyetem birtokában található. A könyv értékes történelmi dokumentumot jelent abból a szempontból, hogy leírja a II. világháború korabeli román társadalom antiszemitizmusát, illetve jeles román értelmiségiek fasizálódását. A naplót kiadták Franciaországban, az Egyesült Államokban, Hollandiában és Németországban is. 2004-ben az amerikai David Auburn monodrámát írt Sebastian naplójából, amelyet ugyanabban az évben bemutattak New Yorkban. A napló német kiadását követően 2006-ban Mihai Sebastian posztumusz Geschwister Scholl-díjat kapott. (Ezt a díjat 1985 óta minden évben a Német Könyvkereskedők Tőzsdei Egyesülete osztja ki.)

## Magyarul megjelent művei
- Menedék. Regény. Ford. Domokos János, utószó Réz Pál. Budapest: Európa. 1965
- Névtelen csillag. Színdarab. Ford. Belia György. In: Egyszerű véletlenek: modern román drámák. Budapest: Európa. 1967
- Menedék. Regény. Ford. Domokos János. Bukarest: Kriterion. 1970
- Akácok városa. Regény. Ford. Papp Ferenc. Bukarest: Kriterion. 1971
- Menedék. Regény. Ford. Domokos János. Bukarest: Kriterion. 1988
- Az alkalmi irodalom. In: Szegényeknek - palota: XX. századi román esszék. [Vál. és a bevezetőt írta Kántor Lajos] ; [ford. Borsi-Kálmán Béla, Kántor Erzsébet, Zirkuli Péter]. Budapest: Balassi. 1998
- Emilie. In: Huszadik századi román novellák: román dekameron. [Vál. és szerk. Vallasek Júlia]. Budapest: Noran. 2009
- Napló 1935–1944. Ford. Vallasek Júlia, Koros Fekete Dávid, előszó Szilágyi Júlia. Kolozsvár: Koinónia. 2009

## Fordítás
- Ez a szócikk részben vagy egészben a Mihail Sebastian című román Wikipédia-szócikk ezen változatának fordításán alapul.  Az eredeti cikk szerkesztőit annak laptörténete sorolja fel. Ez a jelzés csupán a megfogalmazás eredetét és a szerzői jogokat jelzi, nem szolgál a cikkben szereplő információk forrásmegjelöléseként.